# Elbtolden
Elbtolden var en afgift, en strømtold, som den danske konge Christian 4. lod indføre i 1630 for sejlads på Elben for at skaffe sig indkomster til sin deltagelse i trediveårskrigen. Christian 4. var hertug i Holsten og havde i 1617 oprettet en ny fæstningsby, Glückstadt, ved Elbens nordlige bred mellem Hamborg og Elbens udmunding i Vesterhavet, og det var i Glückstadt, at tolden skulle erlægges.
Tolden blev aldrig accepteret af indbyggerne i Hamburg og lod sig kun indkræve i perioder, hvor kongens stilling var stærk. Også nederlænderne var modstandere af tolden og ønskede den afskaffet. Derimod lykkedes det Christian 4. at få den tyske kejsers accept af hans ret til at opkræve strømtold.
Elbtolden kunne være blevet en større indtægtskilde for kongen end Øresundstolden, idet antallet af skibe, der passerede Glückstadt var langt større end antallet af skibe, der passerede Kronborg (i 1638 således 8.422 passager mod 3.347 passager i Øresund). En stor del af fartøjerne på Elben var dog pramme og lignende.
Om Elbtoldens størrelse vidner indførsler i Christian 4. skrivekalender for 1639, ifølge hvilke han havde modtaget i alt 31.426 daler.